# 恭思当
让·安托万·埃内斯特·康斯坦（法語：Jean Antoine Ernest Constans；1833年5月3日—1913年4月7日），清代文献称之为恭思当，《大南实录》譯作功增，是法国政治家和殖民地官员。
恭思当出生于法国埃罗省的贝济耶，起初他在西班牙负责贸易事务，然后做法学教授。1876年他被选为图卢兹的代表，出席法兰西第三共和国的众议院，在机会主义者当中占有一席之地。在1877年5月16日的政治危机中，是作为中左派的363名议员中的一员。1880年5月起先后担任路易斯·德·弗雷西内和费里内阁的内政部长，直到1881年11月14日卸任。在他任职期间，援引旧有的法令反对耶稣会士和修会，并以自己特有的能力来执行。
1887—1888年，他成为第一任法属印度支那总督，但不到一年就由于激进分子的攻击而被迫辞职。他们指出了他一方面在印度支那奠定了粗暴严酷的统治制度，另一方面掩护他手下的官员进行了放肆的侵吞盗窃行为。1889年2月22日，他重又在皮埃尔·提拉尔的机会主义者内阁中担任了内政部长的职务，并且更是此内阁中最有威信的人。1889年12月29日他被上加龙省选为参议员。
他因为坚定的领导反布朗热派立场而著名，将参议院建设成为一个高等法院，并采取一系列反对爱国者同盟的政策措施：官员一旦被发现哪怕最微小的布朗热主义倾向就会被解雇，布朗热主义者的集会也被警方冲散。《爱国者同盟》的创始人拉盖尔等人被交付法庭审判，同样的命运甚至落到了布朗热本人身上。不过布朗热意外地逃跑，使康斯坦斯的胜利简单化了。1890年3月1日他因为与提拉尔产生分歧而辞职，他的辞职最终导致了内阁的倒台。两星期后他又加入了弗雷西内的新内阁，恢复了以前的职务。他在5.1庆祝活动中对处于无秩序状态中的工人进行警告，表现出来的能力使得他在机会主义者和保守派中倍受青睐，其中许多党派提名他为内阁总理；这就更使大家都讨厌他，自由和法制的代价也变得更加昂贵。

1892年1月19日发生的一起事件，严重损害了康斯坦斯的声誉：在众议院，罗尔称他为“一个受到舆论指责的人”。康斯坦斯冲过去打了他一耳光，但拒绝了决斗的要求。他被报界和布朗热派议员猛烈地攻击，但是他并未辞去公职，直到弗雷西内内阁于1892年2月26日总辞职。

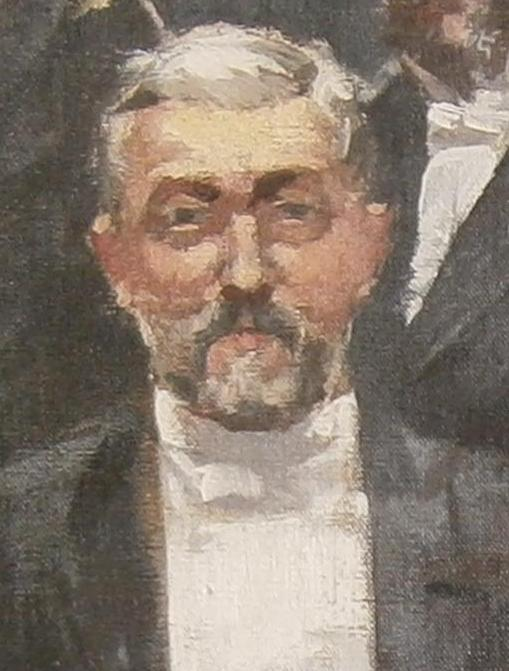

从那以后他再也没有担任过部长，某种程度上是由于共和国总统卡诺方面的强烈反对。激进派报纸«小法兰西共和国»于1894年年末公布了在1889年产生的时任内政部长康斯坦斯和图卢兹行政长官科诺之间的往来通信，康斯坦斯多次要求科诺想方设法让其当上参议员，允诺为其提供保护和优待。命令得到执行：选举名单中存在有多达4000名参与者是死人，移民，或者被这种投票所雇佣的人。当选人被公布出来后，康斯坦斯就一直在参议院参加会议。信件的真实性没有得到证实或推翻，但实践康斯坦斯式的选举招待会已在图卢兹扎根。在1894年，除康斯坦斯本人外，事件中的主要责任人都受到审判。1897年他连任参议员，随即于1898年被任命为驻奥斯曼帝国的大使，在该职务上一直待到1909年。